# Elis Ask
Elis Ask, född 10 april 1926 i Vanda, död 13 mars 2003 i Helsingfors, var en finländsk boxare och boxningspromotor. 
Ask debuterade 1943 som ett framtidslöfte i boxning, blev professionell 1946 och gjorde sedan karriär i Sverige, Storbritannien och USA, där han 1949 rankades som fyra i fjädervikt av tidskriften The Ring. Han blev 1951 europamästare i lättvikt, men förlorade titeln följande år. Han gick som professionell 62 matcher, av vilka han vann 40. Han verkade från 1957 som promotor (arrangerade en VM-match i fjädervikt i Helsingfors 1962) och tränare av boxningsjuniorer. Han utgav 1974 boken Hyvät nyrkkeilyn ystävät (tillsammans med Ilmo Lounaisheimo).